# Бутаков, Григорий Александрович
Григорий Александрович Бутаков (24 июня 1897 — 30 марта 1978) — российский и советский офицер военно-морского флота. Капитан 1-го ранга. Участник Первой мировой, гражданской и Великой Отечественной войны.

## Биография
Родился в семье потомственного морского офицера Александра Григорьевича Бутакова и его супруги фрейлины Ольги Николаевны, урождённой Казнаковой.
В 1917 году в должности вахтенного начальника служил на эскадренном миноносце «Мощный». В 1918 году занимал должность ревизора эскадренного миноносца «Десна». В 1919 году занимал должность начальника распорядительной части Действующего отряда Балтийского флота.
В 1920 году, командуя канонерской лодкой «Эльпидифор» Черноморского флота, 3-м дивизионом канонерских лодок Азовской флотилии и с 31 июня - дивизионом истребителей, участвовал в боевых действиях против белогвардейских частей, в одном из боев был ранен в правую ногу. Награждён орденом Красного Знамени «…за отличия, проявленные при постановке минных заграждений в Керченском проливе и в бою 14 августа 1920 года, в коем отряд истребителей, отрезанный от своей базы превосходящими силами противника, прорвался к базе, нанеся судам противника значительные повреждения».
14 января 1921 года Бутаков был назначен командиром дивизиона истребителей и сторожевых кораблей Морских сил Чёрного моря.
В июне-июле 1925 года командовал дивизионом сторожевых и торпедных катеров. В 1925—1926 годах командовал эскадренным миноносцем «Шаумян». В 1926 году камандовал дивизионом бригады сторожевых и торпедных катеров Морских сил Чёрного моря. В мае 1926 года арестован ОГПУ по делу монархической группы «Боевое ядро», уволен из рядов РККА и выслан в ссылку на Урал.
13 марта 1933 года восстановлен в РККФ и 23 марта назначен исполняющим должность командира 3-го дивизиона бригады торпедных катеров Краснознаменного Балтийского флота. 26 декабря того же года утвержден в должности командира дивизиона. 21 марта 1936 года присвоено звание капитана 2-го ранга. 15 июля 1937 года назначен исполняющим должность командира эскадренного миноносца «Сторожевой». В апреле 1938 года назначен командиром 1-го дивизиона бригады миноносцев. 2 июня 1938 года арестован и 15 июня того же года уволен из рядов РККФ.
Постановлением военного трибунала КБФ от 15 февраля 1940 года уголовное дело в отношении Бутакова прекращено и 18 февраля он был освобожден. 26 апреля 1940 года приказ об увольнении в отношении Бутакова был отменен, он был восстановлен в звании и уволен в запас. 22 августа 1940 года приказ об увольнении в запас был отменен и Бутаков был назначен уполномоченным постоянной Приёмочной комиссии ВМФ. 13 мая 1941 года назначен старшим уполномоченным постоянной Приёмочной комиссии ВМФ.

### Участие в Великой Отечественной войне
В 1941—1942 годах участвовал в обороне Севастополя. По его проекту создана плавучая зенитная артиллерийская батарея № 3 (вошедшая в историю под именем «Не тронь меня») для обороны Севастополя с воздуха. 27 мая 1942 года Бутакову присвоено звание капитана 1-го ранга и он был зачислен в резерв Военного совета Черноморского флота. 21 июля 1942 года назначен командиром дивизиона канонерских лодок охраны водного района Керченской военно-морской базы. «За образцовое выполнение боевых заданий командования» приказом командующего Черноморским флотом награждён вторым орденом Красного Знамени. 4 марта 1943 года зачислен в резерв военного совета Черноморского флота. 23 июля 1943 года назначен преподавателем кафедры морской тактики и организации Высшего военно-морского училища имени М. В. Фрунзе. 15 ноября 1943 года назначен начальником отдела вспомогательных судов и гаваней тыла Балтийского флота. 3 ноября 1944 года «за долгосрочную и безупречную службу» награждён третьим орденом Красного Знамени.

### Дальнейшая служба
18 августа 1945 года назначен в распоряжение  Управления кадров офицерского состава ВМФ. 25 декабря 1945 года назначен старшим офицером 2-го отделения 2-го отдела Управления боевой подготовки Главного Морского штаба. 24 апреля 1946 года назначен старшим офицером 3-го отдела Управления боевой подготовки Главного Морского штаба. 31 декабря 1946 года назначен заместителем начальника 2-го отдела Центрального научно-исследовательского института военного кораблестроения (ЦНИИВК). 29 июля 1948 года назначен уполномоченным по надводным кораблям постоянной комиссии государственной приемки кораблей при главнокомандующем военно-морских сил. 31 мая 1950 года назначен уполномоченным по надводным кораблям постоянной комиссии государственной приемки кораблей в Ленинграде. 10 ноября 1950 года награждён орденом Ленина. 2 октября 1951 года назначен уполномоченным по надводным кораблям Балтийской группы Управления государственной приемки кораблей при ВМФ СССР. 4 апреля 1953 года отчислен в распоряжение Управления кадров ВМС и 29 августа уволен в запас по болезни.
По делу 1926 года Г. А. Бутаков был реабилитирован постановлением Военной прокуратуры Черноморского флота от 13 июля 1989 года.

## Сочинения
Бутаков Г. А. Бой у косы Обиточной. — М. : Воениздат, 1970.